# Barbara Brlec
Barbara Brlec, slovenska alpska smučarka, * 14. april 1972, Domžale.
Brlecova je za Slovenijo nastopila na Zimskih olimpijskih igrah 1992 v Albertvillu, kjer je nastopila v veleslalomu in v superveleslalomu. Na obeh tekmah je odstopila. 